# Cratere Jumal
Jumal è un cratere sulla superficie di Callisto.